# Parsix
Parsix était une distribution GNU/Linux s'appuyant sur l'environnement GNOME . Elle n'est plus maintenue depuis 2023.

## Description
Parsix GNU / Linux était un live CD d'installation et de dérivés de Kanotix et basée sur Debian. Il s'agissait d'une distribution complète orientée GNOME. Parsix GNU/Linux supportait des dizaines de langues dont l'anglais, finnois, français, allemand, italien, persan et plusieurs autres. Elle incluait également xFarDic dictionnaire multilingue libre et plusieurs paquets de polices.

### Configuration Minimale
- Pentium III (~800Mhz)
- 512 Mio de mémoire vive
- Carte graphique comportant au moins 16 Mio de mémoire vidéo